# Alexis Guimond
Alexis Guimond (11 de junio de 1999, Houston) es un deportista canadiense que compite en esquí alpino adaptado. Participó en los Juegos Paralímpicos de Pieonchang 2018, en varias pruebas de esquí alpino adaptado: descenso, eslalon gigante y súper gigante. Logró la medalla de bronce en la prueba de eslalon gigante sentado.